# Colportage

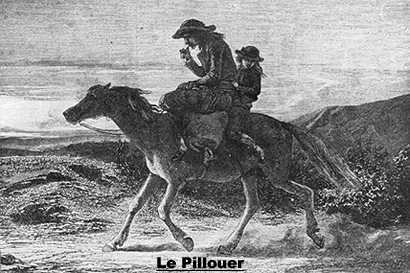
Colporteur trong thế kỷ 19 tại Brittany.

Colportage là sự phân phối các ấn phẩm, sách và các vùng tôn giáo của các nhà mạng được gọi là "colporteurs" hoặc "colporters". Thuật ngữ này không nhất thiết phải nói đến bán sách rong tôn giáo.

## Từ nguyên
Từ colportage của Pháp, trong đó thuật ngữ này là một sự thay đổi của comporter, "to peddle", như một portmanteau hoặc chơi chữ với từ col (Latin collum, "cổ"), với ý nghĩa kết quả là "mang trên cổ một người". Porter là từ portare Latin, "để thực hiện".

## Lịch sử

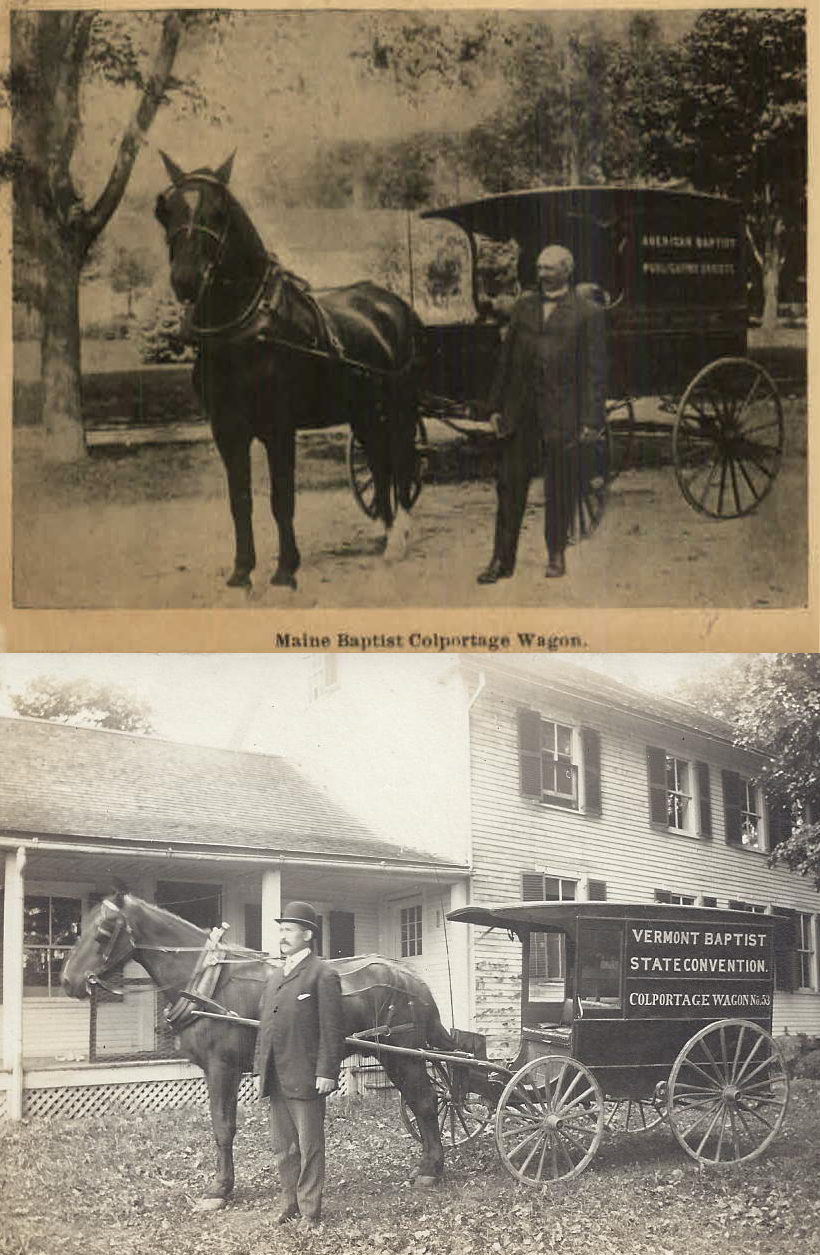
Maine (1905) và Vermont (1907) Baptist Colportage Wagons, với colporters.

Colportage trở nên phổ biến ở châu Âu với việc phân phối các vùng và sách tôn giáo tranh chấp trong các cuộc tranh luận tôn giáo của Cải cách Kháng nghị. Ngoài các tác phẩm gây tranh cãi, các nhà nghiên cứu bán sách cũng truyền bá các phiên bản giá rẻ của các tác phẩm phổ biến thời đó cho dân cư nông thôn ngày càng ít biết đến các cửa hàng sách của thành phố.
Hiệp hội Hiệp ước Hoa Kỳ, một tổ chức truyền giáo được thành lập năm 1825 để phân phối văn học Cơ đốc, đã báo cáo trong báo cáo thường niên lần thứ 24 năm 1849 "Colportage bao gồm 106 sinh viên từ 23 trường đại học hoặc hội thảo khác nhau cho kỳ nghỉ của họ.... [T] ông colporters đã đến thăm 341.071 gia đình... [và] đã bán được 377.258 cuốn sách. "
Trong Chúa Kitô trong Trại: hoặc, Tôn giáo trong Quân đội của Lee (1887), Tiến sĩ John William Jones đề cập đến các giáo sĩ mang theo kinh thánh và các vùng trong cuộc Nội chiến Hoa Kỳ với tư cách là những người theo đạo luật. Ngoài việc rao giảng công khai, phân phối văn học là một phần lớn trong công việc của Quân đội Liên minh miền Bắc Virginia. Hiệp hội Kinh thánh Hoa Kỳ và Hiệp hội Hiệp ước Hoa Kỳ là một trong những tổ chức lớn nhất liên quan đến vấn đề tài chính ở Hoa Kỳ.
DL Moody đã thành lập "Hiệp hội Học viện Kinh thánh" vào năm 1894 để phân phối các vùng và sách. Hiện được gọi là Nhà xuất bản Moody, họ tiếp tục xuất bản các tài liệu tôn giáo với số tiền thu được ủng hộ Viện Kinh Thánh Moody.
Giáo hội Cơ đốc phục lâm ngày thứ bảy gọi các nhà phân phối sách của họ là "nhà truyền giáo văn học", nhưng cho đến khoảng năm 1980, thuật ngữ "thông cáo viên" được sử dụng để mô tả các nhà truyền giáo văn học SDA.
Nhân Chứng Giê-hô-va hoạt động trong chức vụ trọn thời gian được gọi là báo cáo viên cho đến năm 1931. Ngày nay, những người tham gia vào chức vụ toàn thời gian được gọi là "những người tiên phong".

## Hiệp hội Học viện Kinh thánh (BICA)

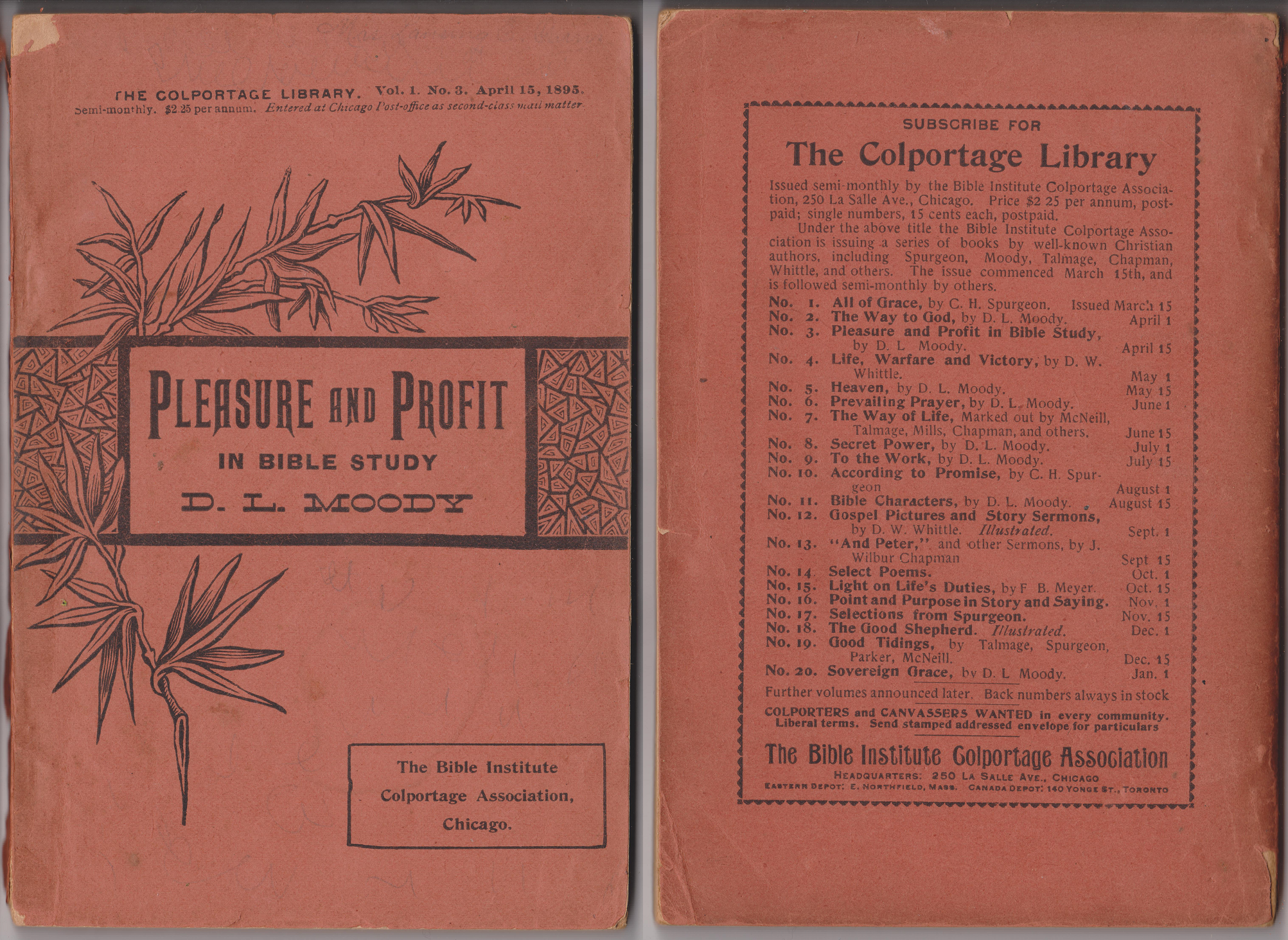
Moody, DL (1895). Niềm vui và lợi nhuận trong nghiên cứu Kinh Thánh. Thư viện Colportage Vol.1 số 3, Phiên bản 1: 142 pp, 16mo, 4 7/8 x 7 1/4 inch. Dập ghim (2) với giấy gói.

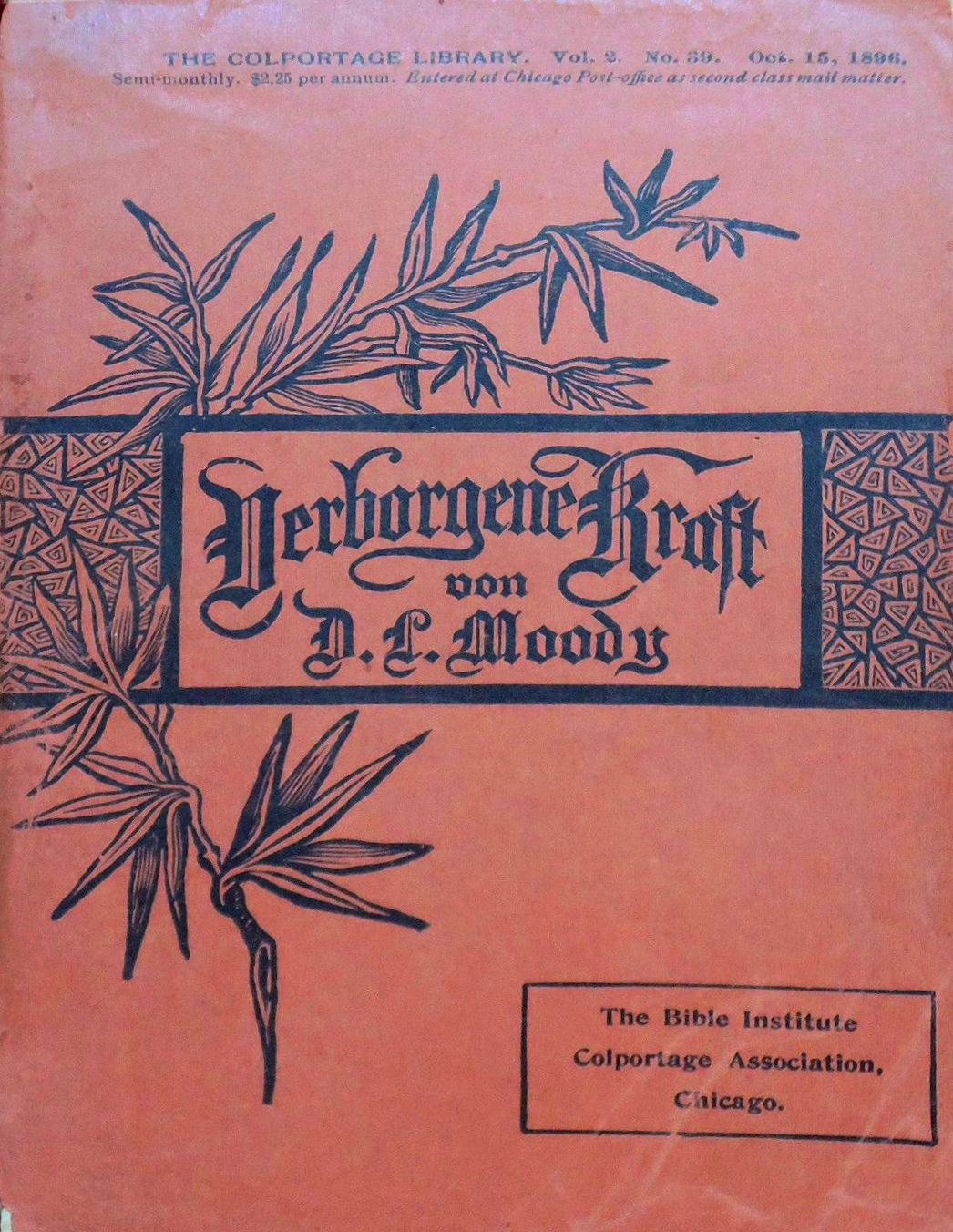
Moody, DL (1896). Verborgene kraft. Thư viện Colportage Vol.2 số 39, phiên bản 1.

D.L. Moody đã thành lập Hiệp hội Colportage của Viện Kinh Thánh (BICA) vào năm 1894 để cung cấp một nguồn tài liệu Kitô giáo rẻ tiền. Con rể của Moody, AP Fitt, quản lý các hoạt động của BICA. Xuất bản được ký hợp đồng với anh rể của Moody, Fleming Revell, và công ty xuất bản mới nổi của ông. Năm 1895, Thư viện Colportage bắt đầu xuất bản theo định kỳ các cuốn sách đáp ứng năm tiêu chí cụ thể: 1. Một phong cách dễ đọc phổ biến; 2. Tác giả nổi tiếng hoặc sách của danh tiếng hiện có; 3. Nghiêm khắc các công việc truyền giáo và không phổ biến; 4. Tay nghề tốt, và; 5. Giá thấp.
Tập 1, Số 1, "Tất cả ân sủng" của C.H. Spurgeon, phát hành ngày 15 tháng 3 năm 1895 và được bán với giá 10 xu trực tiếp từ một người bán hàng. Giá đăng ký thư viện, "2,25 đô la mỗi năm, trả sau, mỗi số 15 xu, trả sau." 
Năm 1906, Viện đã báo cáo, khối lượng doanh nghiệp được giao dịch là $ 76,855,33 so với $ 49,484,23 vào năm 1905. Việc bán sách của Thư viện Colportage là 192.308 bản so với 192.490 bản vào năm 1905. Sức sống của loạt bài này được thể hiện bởi nhu cầu liên tục về những con số sớm nhất, có tới 196,509 lần tái bản trong suốt năm 1906. 236.877 bản Tin Mừng được nhấn mạnh của John được xuất bản trong năm 1906. Kinh doanh đặt hàng qua thư bán lẻ lên tới $ 10,839,50 so với $ 8,21.11 vào năm 1905. 100 người bán hàng (về) tại nơi làm việc bất cứ lúc nào. Mười lăm nhân viên thường xuyên tại trụ sở của Hiệp hội tại Chicago. Hai mươi hai kho cung cấp cho các đại lý của Hiệp hội tại Hoa Kỳ và các nơi khác.
Đến ngày 1 tháng 1 năm 1917, 126 đầu sách đã phát hành tổng cộng 6.718.313 bản in. Các phiên bản ngoại ngữ bao gồm các ấn phẩm tiếng Đức, Đan Mạch-Na Uy, Thụy Điển, Tây Ban Nha, Ý và Bohemian, với các yêu cầu dịch thuật bằng tiếng Ba Lan, tiếng Hà Lan, tiếng Pháp và các ngôn ngữ khác.
Năm 1941, sau hơn 12 triệu cuốn sách trong bộ này đã được bán, BICA trở thành Nhà xuất bản Moody.